# Lykow
Koordinaten: 51° 27′ 39,11″ N, 88° 25′ 37,59″ O
Lykow (russisch Лыков) ist der Nachname einer sechsköpfigen Familie, die sich 1936 in die sibirische Taiga zurückgezogen hatte und dort, selbstgewählt und religiös motiviert, isoliert ohne jeden Kontakt nach außen lebte, bis sie 1978 zufällig durch ein Team von Geologen entdeckt wurde.

## Geschichtlicher Hintergrund
Ausgelöst durch die Kirchenreform des Patriarchen Nikon im Jahre 1653 entzündeten sich in Russland Religionsstreitigkeiten, wobei es in den Jahren 1666–1667 zu einer Spaltung innerhalb der Russisch-Orthodoxen Kirche kam. So entstanden die sogenannten Altgläubigen. Innerhalb dieser Bewegung bildete sich die religiöse Gruppierung der „Priesterlosen“, die vom baldigen Eintreffen des Jüngsten Gerichts überzeugt waren. Insbesondere in den radikalen Reformen Peters des Großen erkannten sie das Wirken des Antichristen. Viele dieser „wahren Gläubigen“ wichen in unbewohnte Regionen Russlands aus, um der hohen Steuerlast und anderen Pflichten des als gottlos betrachteten Staates zu entgehen. Im Verlauf der Jahrhunderte wurden Mitglieder dieser Gemeinschaft immer weiter in unzugänglichere Waldgebiete getrieben. Bedingt durch staatliche Nachstellungen zog sich die Familie Lykow in den 1930er Jahren bis zum Oberlauf des Abakan zurück und geriet dort – 250 Kilometer von der nächsten menschlichen Siedlung entfernt – in Vergessenheit. Im Jahre 1978 wurde die Familie durch ein Geologenteam entdeckt. Bekannt wurde das Schicksal der Familie durch Berichte in der Komsomolskaja Prawda.

## Die Familie und ihre Lebensumstände

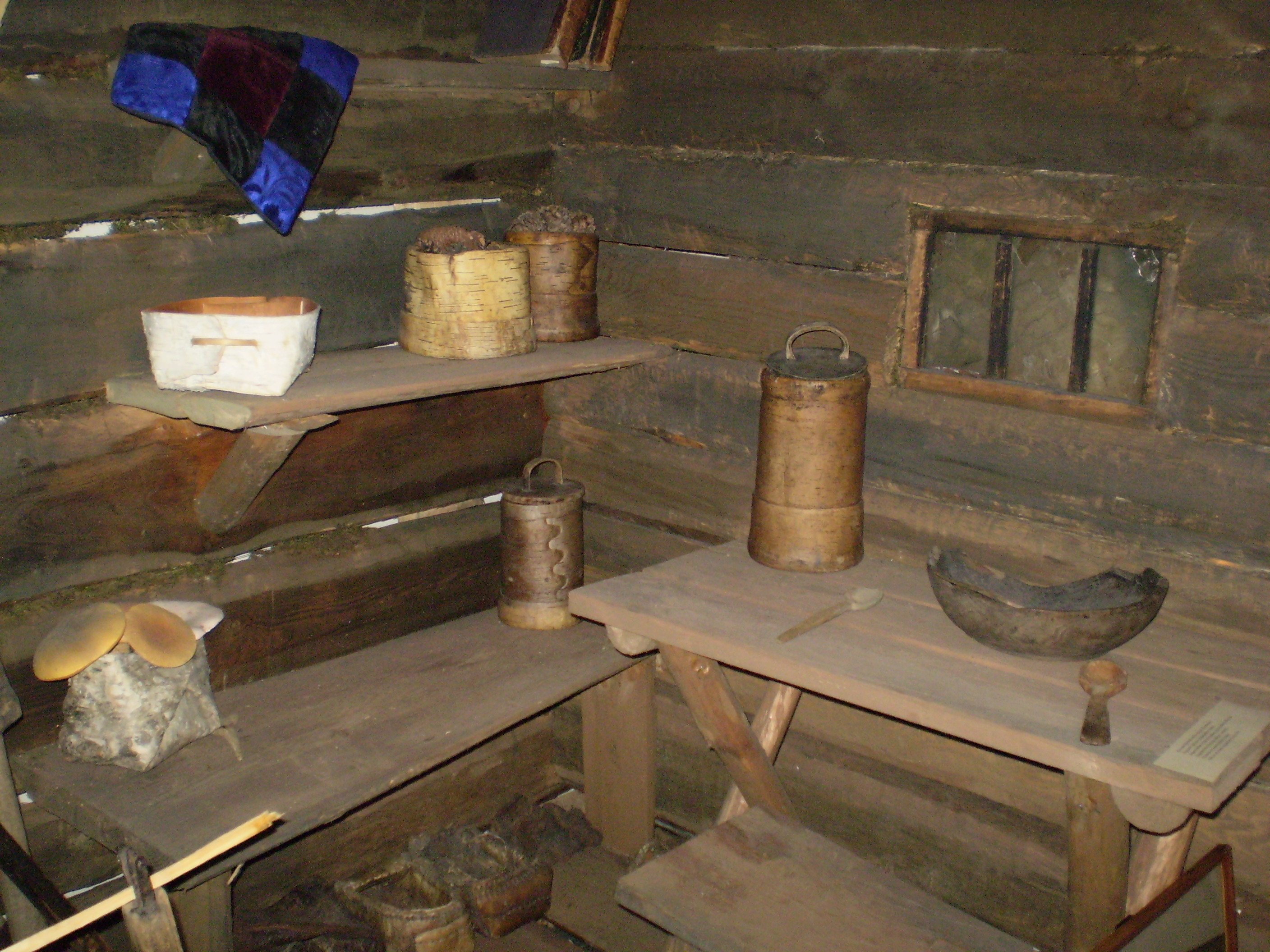
Hausrat der Lykows, ausgestellt im Krasnojarsker Literaturmuseum

Zur Zeit ihrer Entdeckung bestand die Familie aus dem Vater, Karp Ossipowitsch Lykow, den Söhnen Sawwin (45) und Dimitri (36) und den Töchtern Natalja (42) und Agafja (34). Die Mutter, Akulina Karpowna geb. Daibowa, war 1961 vermutlich an Hunger gestorben. Der Heimatkundler Nikolai Ustinowitsch Schurawljow beschrieb die Lebensumstände folgendermaßen:

„Feuer machen sie mit dem Wetzstahl, Licht erzeugen sie durch Kienspäne… Sie leben wie in der Zeit vor Peter dem Ersten, vermengt mit ein paar Spritzern Steinzeit. Im Sommer laufen sie barfuß, im Winter tragen sie Schuhwerk aus Birkenrinde. Sie benutzen kein Salz, Brot kennen sie nicht. Die Sprache haben sie bewahrt.“

Die Familie lehnte moderne Erzeugnisse ab. 1981 verstarben die drei ältesten Kinder; 1988 der Vater im 87. Lebensjahr. Wenig später wurde von einer angeblichen Hochzeit der allein zurückgebliebenen jüngsten Tochter Agafja berichtet, was sich jedoch als Falschmeldung herausstellte. Nachdem 15 Kilometer flussabwärts der Hütte die Geologensiedlung aufgegeben wurde und infolge der politischen Wende Hubschrauberflüge teurer wurden, ließ auch der Kontakt zu Agafja nach. Nur mit Wassili Peskow blieb Agafja fortwährend noch im Kontakt.
In den letzten Jahren wurden mehrere Filme und Reportagen über Agafja Lykowa produziert. Im November 2003 gab sie im russischen Fernsehsender ORT ein Interview.
Sie steht außerdem im regelmäßigen Briefkontakt mit dem Gouverneur von Kemerowo, der sie mit Utensilien wie Werkzeugen, Fischernetzen und Decken sowie Lebensmitteln und Medikamenten unterstützt. Im Februar 2009 ließ sie über die Zeitung Krasnojarski Rabotschi einen Brief an die Gouverneure der angrenzenden Gebiete weiterleiten, in dem sie sie um einen Helfer im Haushalt bat.
Im Sommer 2010 besuchte der deutsche Autor Jens Mühling die Einsiedlerin in der Taiga. Er schildert die Begegnung in seinem Buch Mein russisches Abenteuer. Darin erklärt Agafja, sie wolle ihr selbstgewähltes Exil nie aufgeben, sondern „in der Taiga sterben“.
2015 begann die britische Regisseurin Rebecca Marshall unter dem Titel „Der Wald in mir“ mit einer Dokumentation über Agafja Lykowa.
Nachdem Agafja Lykowa einen Notruf über Satellitentelefon abgeschickt hatte, wurde sie am 16. Januar 2016 in ein Krankenhaus in Taschtagol geflogen. Sie hatte über heftige Schmerzen in den Beinen geklagt, die wohl auf eine Osteochondrosis dissecans zurückzuführen sind.